# Dramaturg

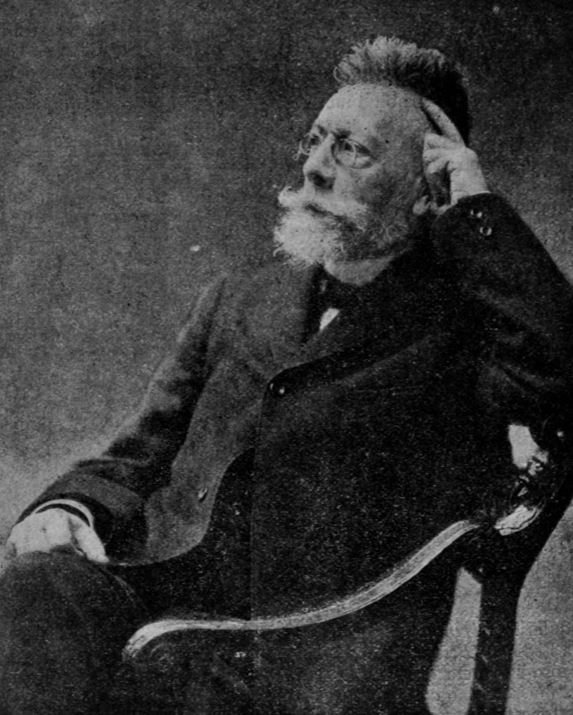
Àngel Guimerà fou un dels dramaturgs en català més prolífics i reeixits.

Un dramaturg (en grec; δραματουργός, de δρᾶμα, «drama», i έργον, «tasca») o autor teatral és un escriptor de textos literaris compostos per ser representats en un espai escènic. A aquests textos literaris del gènere de la dramatúrgia se'ls dona el nom d'obres teatrals o obres dramàtiques.

## Època Antiga
Els primers dramaturgs dels quals es té referència a la literatura occidental són els antics grecs, i les representacions més antigues daten del segle V a. C.. Aquestes obres són considerades clàssiques i encara són llegides com a punts de referència. Notables entre ells estan Èsquil, Sòfocles, Eurípides i Aristòfanes.
Anys més tard, el teatre és adoptat per l'Imperi Romà, encara que ho farà per la seva naturalesa pedagògica que transformarà en propagandística - per la seva capacitat romanitzadora - i el seu potencial com a entreteniment. Els seus autors més destacats són: Livi Andronic, Nevi, Plaute, Terenci i Sèneca.

## Època medieval
A occident, per influx de l'Església el teatre passa a estar injuriat i encara que segueixi produint-se, fins i tot sota la tutela eclesiàstica com a element evangelitzador, no comptarà amb dramaturgs que passin a la posteritat, sent la majoria dels textos que han sobreviscut d'autors anònims.

## Època moderna

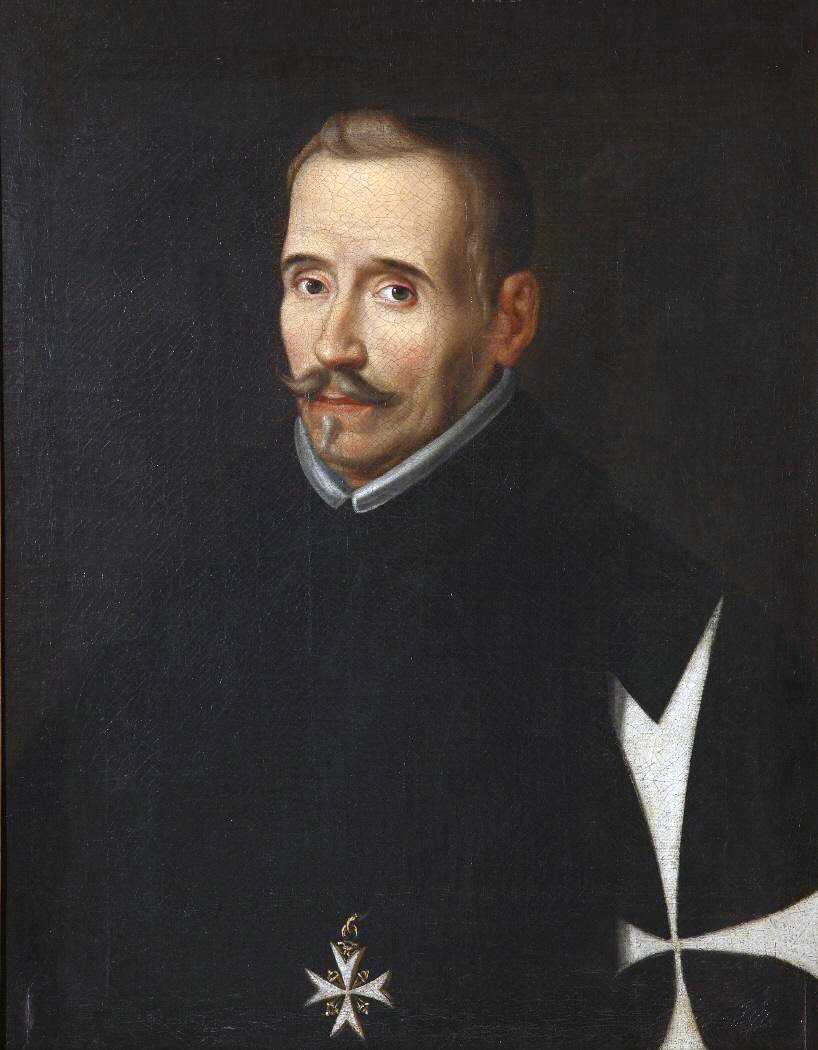
Félix Lope de Vega y Carpio (1562-1635), un dels dramaturgs més famosos de la literatura castellana

Amb el restabliment del dinamisme comercial a Europa i l'aparició de noves entitats polítiques allunyades del control eclesial, el teatre torna a les ciutats ia les corts nobles.
- Juan del Encina
- Fernando de Rojas

### Segle XVI
- Jean de la Péruse i Étienne Jodelle a França.
- Nicolau Maquiavel, Giovanni Fedini i Pietro Aretino a Itàlia.
- A Anglaterra, Thomas Kyd i Christopher Marlowe, que va ser assassinat en circumstàncies misterioses en una taverna de Londres i es diu que treballava com a espia.[5]

Espanya també va ser un centre cultural i teatral molt important. Molts dramaturgs espanyols es compten entre els millors de tots els temps:
- Lope de Vega (anomenat "el fènix dels enginys" per Cervantes) va escriure més de 500 comèdies; entre les més famoses hi ha Fuenteovejuna, El caballero de Olmedo i La dama boba.
- Lope de Rueda
- Miguel de Cervantes, novel·lista i dramaturg, conegut pels seus Entremesos però també autor de la que és considerada avui la millor tragèdia del Segle d'or: La Numancia.

### Segle XVII
A Anglaterra van destacar: William Shakespeare i Ben Jonson, amb quatre comèdies brillants que van consolidar la seva reputació com a dramaturg: Volpone (1606), Epicone o la dona silenciosa (1609), L'alquimista (1610) i La fira de Sant Bartomeu (1614).
A França va ser un gran renovador de l'escena Molière, però també són molt apreciats Pierre Corneille i Jean Racine.
A Espanya va destacar Pedro Calderón de la Barca, dramaturg tràgic. Les seves obres i actes sacramentals (forma que va portar a la seva màxima expressió) encara es continuen representant a tot el món. Algunes de les seves obres són: La vida es sueño, El gran teatro del mundo, El alcalde de Zalamea i El príncipe constante. Altres dramaturgs van ser Francisco de Rojas "Zorrilla", Juan Ruiz de Alarcón i Tirso de Molina, dramaturg conegut per les seves comèdies de fort contingut satíric. Es destaca per El burlador de Sevilla, on apareix per primer cop l'arquetip del burlador Don Joan, i per Don Gil de las calzas verdes. És també de destacar l'existència de dues dramaturges: Ana Caro de Mallén i Leonor Meneses Noronha.

## Època contemporània
Amb el desenvolupament de les ciutats es consolida el teatre a la italiana i amb ell es multiplica la maquinària teatral.

### Segle XVIII
A Alemanya destaca Johann Wolfgang von Goethe i el seu Faust, però també Friedrich Müller i Gotthold Ephraim Lessing.
A França són representades obres de Voltaire, Marquès de Sade i de Pierre-Augustin de Beaumarchais, com Il barbiere di Siviglia.
A Espanya són coneguts Ramón de la Cruz, creador de sainets com Las castañeras picadas, José Cadalso, Félix Enciso Castrillón i Leandro Fernández de Moratín, creador d'El sí de las niñas.

### Segle XIX
- Henrik Ibsen, creador de Casa de nines
- Friedrich Schiller, creador de Guillem Tell
- August Strindberg.

En castellà són coneguts Duc de Rivas, José Zorrilla, José Echegaray, Àngel Guimerà, Manuel Bretón de los Herreros i Miguel de Unamuno.
A França destaquen Alfred Jarry, Maurice Maeterlinck i Victor Hugo.
A Rússia són representatius Anton Txékhov, Nikolai Gógol i Aleksandr Pushkin.

### Segle XX
Al Regne Unit es van fer coneguts: Harold Pinter, T. S. Eliot, Tom Stoppard, Ben Elton i John Osborne.
En francès, van destacar: Samuel Beckett (en francès i anglès), Albert Camus amb obres com Calígula o El Malentès; Eugène Ionesco creador d'obres com La cantant calba,
A Itàlia són coneguts Luigi Pirandello, Eduardo De Filippo i Dario Fo.
Als Estats Units van destacar Arthur Miller i Tennessee Williams, creador d'obres com Un tramvia anomenat Desig, La gata sobre la teulada de zinc calenta o La nit de la iguana.
A Espanya i Hispanoamèrica el segle passat es van fer coneguts:
- Rafael Alberti
- Alejandro Casona, qui va escriure, entre altres: La sirena varada, La dama del alba, Los árboles mueren de pie, Nuestra Natacha i El caballero de las espuelas de oro.
- Federico García Lorca creador d'obres com La casa de Bernarda Alba, Bodas de sangre i Yerma.
- Max Aub
- Fernando Arrabal creador d'obres com Fando y Lis
- El cubà José Triana.
- Antonio Buero Vallejo, amb obres com Historia de una escalera, El sueño dela razón o La Fundación.
- José Sanchis Sinisterra
- José Luis Alonso de Santos
- Carlos Gorostiza
- Rodolfo Usigli
- Hugo Argüelles